# 갈비하라 사원

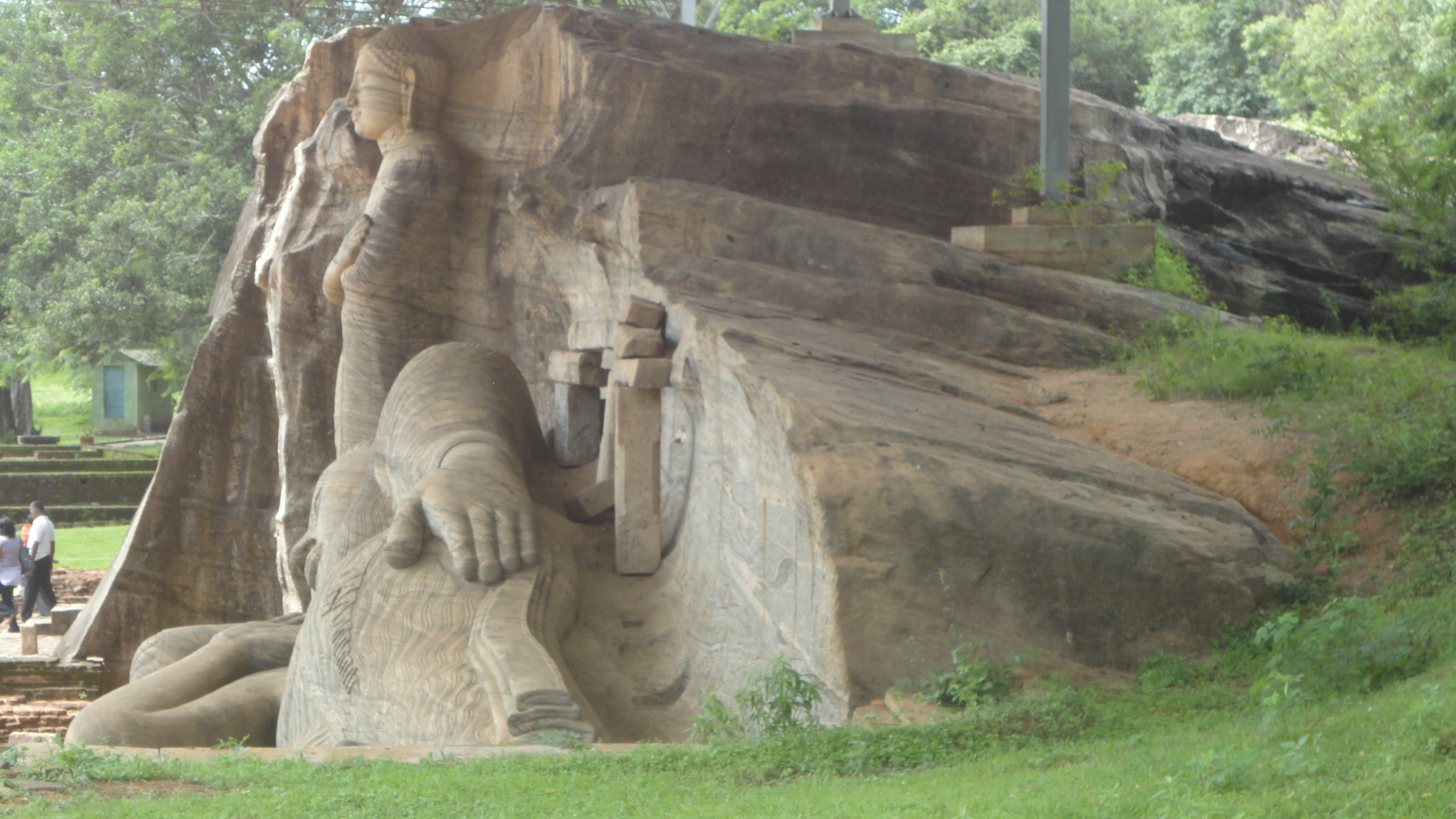

갈비하라 사원(ගල් විහාරය)은 스리랑카 중북부 주에 위치한 불교 사원이다.
파라크라마바후 1세 때 세워진 갈비하라 불교사원에는 열반상·입상·좌상 등 3기의 불상이 한 자리에 모여 있다. 길이가 14m나 되는 열반상은 오른팔로 머리를 괴고 왼팔은 몸을 따라 쭉 뻗은 형상이며, 열반상 특유의 좌우 크기가 다른 발 모습도 볼 수 있다. 입상의 높이는 7m, 좌불상은 5m에 달한다. 팔짱을 끼고 있는 입상은 석가의 수제자인 아난 존자라고 한다. 하지만 연꽃대좌에 서 있는 것으로 미루어 보아 석가의 제자가 아니라 깨달음을 얻은 석가라는 설도 있다. 좌불상은 진리를 터득한 석존을 나타낸 것이다.